# Dario Špikić
Dario Špikić (* 22. März 1999 in Zagreb) ist ein kroatischer Fußballspieler. Der offensive Mittelfeldspieler spielt bei Aris Thessaloniki und ist mehrfacher kroatischer Jugendnationalspieler.

## Karriere

### Verein
Špikic wurde in Zagreb geboren und begann bei NK Kurilovec zu spielen, bevor er 2007 zu Dinamo Zagreb wechselte. Im August 2018 unterschrieb er einen Vertrag bei Hajduk Split. Am 4. Mai 2019 gab Špikić für Hajduk Split sein Profidebüt beim 3:2-Heimsieg gegen Inter Zaprešić in der 1. HNL.
Am 20. Januar 2020 unterzeichnete Špikic einen Vierjahresvertrag bei HNK Gorica.

### Nationalmannschaft
Špikić durchlief einige U-Nationalmannschaften und debütierte für die kroatische U21-Nationalmannschaft am 3. September 2020.